# 윤채경
윤채경(尹彩暻, 1996년 7월 7일 ~ )은 대한민국의 배우이다. 前 걸 그룹 에이프릴의 멤버였다.

## 학력
- 은계초등학교 (졸업)
- 은계중학교 (졸업)
- 한림연예예술고등학교 연예과 (졸업)
- 성신여자대학교 미디어영상연기학과 (재학)[2]

## 생애
1996년 7월 7일 인천광역시 남동구에서 출생하였으며 지난날 한때 경기도 시흥시에서 잠시 유아기를 보낸 적이 있는 그녀는 훗날 2012년부터 2014년까지 일본에서 퓨리티의 멤버로 활동하였으나, 대한민국에서는 데뷔도 못한 채, 2년 만에 팀이 해체되었다. 해체 직후 2014년 카라의 새 멤버 프로젝트인 《카라 프로젝트: 카라 더 비기닝》에 참가하였으나, 최종멤버에 발탁되지 못하였다.

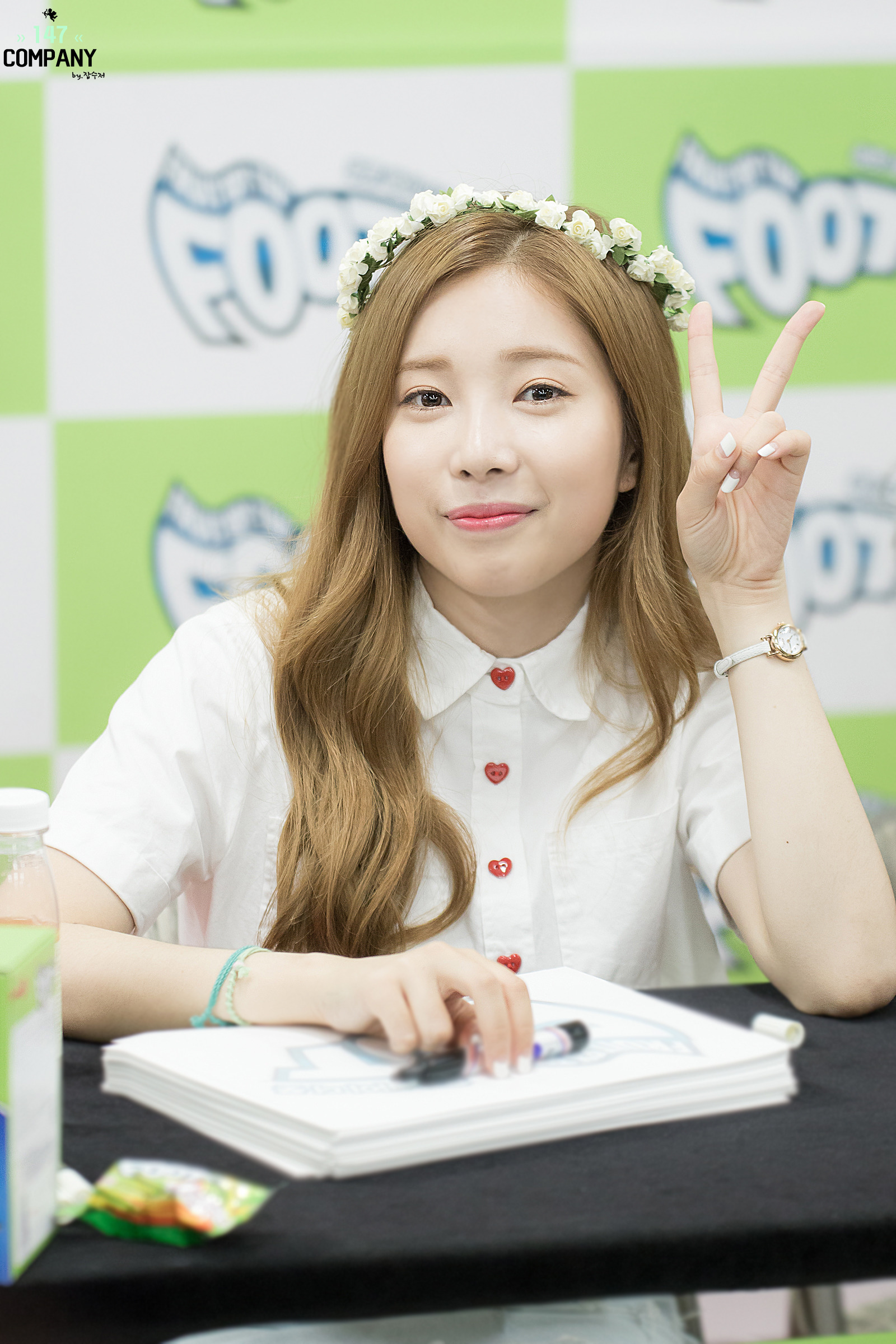
2016년 7월 28일 풋젤리 사인회에서 채경

2016년 《PRODUCE 101》에 참가하여, 최종 16위를 하였다.
이후 엠넷의 모큐멘터리 프로그램 《음악의 신 2》에 고정출연하였다.
4월 8일 홍대에서 같은 DSP의 연습생 조시윤과 함께 공약을 지키기 위하여 게릴라공연을 하였다.
6월 1일 에이프릴의 멤버 채원과의 듀엣곡 "시계"를 발표하였다.
《음악의 신 2》를 통하여 결성된 걸그룹 C.I.V.A의 멤버로 활동하였다. 7월 6일 뮤직비디오 티저를 공개하였다.7월 7일 팬미팅을 하였다. 7월 7일 자정에 음원을 공개하였다. 7월 7일 《엠 카운트다운》에서 데뷔하였다.
데뷔곡은 디바의 대표곡인 "왜 불러"의 리메이크곡이다.
7월 24일 잠원 한강공원에서 채경×채원 미니 팬미팅을 하였다.
8월 18일 I.B.I라는 프로젝트 걸그룹을 결성하였다.
I.B.I의 타이틀곡은 "몰래몰래"이다.
8월 17일 멜론 아지톡 ‘라이브원’ 생중계를 통하여 데뷔 타이틀곡 "몰래몰래"의 무대를 공개하였으며, 8월 18일 멜론 팬맺기 이벤트 공약 실천을 위하여 팬 쇼케이스와 천사 악수회를 진행하였다.
8월 18일 음원과 뮤직비디오를 공개하였으며,《엠카운트다운》에 출연하였고,
8월 19일에는 《뮤직뱅크》에 출연하였다.
9월 10일 부산진구 부전동 다비치안경 서면점에서 팬사인회를 하였다.
10월 8일부터 11월 12일까지 JTBC에서 방영한《헬로 아이·비·아이》에 출연하였다.
2016년 11월 11일 에이프릴의 새 멤버로 채경을 영입한다고 발표하였다.
2017년 6월 8일부터 8월 3일까지 동아TV 《미(美)완성 프로젝트 뷰티끄》에 MC 로서 고정출연 했으며,
2017년 9월 22일 ~ 2017년 10월 20일까지 SBS 《정글의 법칙 in 피지》에 출연했다.
2018년 7월 25일부터 뷰티 버라이어티 동아TV 《샵에서 만나》MC를 맡았다.

## 기타
- 윤채경을 소재로 그린 만화가 2편이 존재한다.

- 프리티 리듬: 디어 마이 퓨처: 윤채경이 퓨리티로 활동할 당시를 소재로 했다.
- 아이비아이 데뷔스토리: 윤채경이 PRODUCE 101에 출전할 당시를 소재로 했다.

- 나이에 비해서 활동은 많지만 활동에 비해서 인지도는 낮다. 이는 경력에 비해서 인지도가 높은 전 여자친구 멤버 엄지와 대조된다.

## 음반 목록

### 콜라보레이션
| 음반 정보                     | 트랙 리스트                        |
| ----------------------------- | ---------------------------------- |
| 시계 - 발매일: 2016년 6월 1일 | 1. 시계(with.채원) 2. 시계 (Inst.) |

### 싱글
| 음반 정보                           | 트랙 리스트                                    |
| ----------------------------------- | ---------------------------------------------- |
| Happy Now - 발매일: 2021년 6월 15일 | 1. Happy Now(with.김일중) 2. Happy Now (Inst.) |

## 음반 외 활동

### 드라마
| 방송사    | 제목             | 역할     | 방송 기간          | 비고                                        |
| --------- | ---------------- | -------- | ------------------ | ------------------------------------------- |
| Dramacube | 《시크릿 러브》  | 카메오   | 2014년 6월 27일    | 옴니버스식 로맨틱 드라마 Episode 3:"라일락" |
| KBS2      | 《고려거란전쟁》 | 원화왕후 | 2023년 11월 11일 ~ | 4회부터                                     |

### 영화
- 《인드림》[21] (2023년) - 서윤경 역

### 방송
| 연도        | 방송사       | 제목                                  | 역할     | 참고                 |
| ----------- | ------------ | ------------------------------------- | -------- | -------------------- |
| 2014        | MBC 뮤직     | 《카라 프로젝트: 카라 더 비기닝》     | 참가자   |                      |
| 2016        | Mnet         | 《PRODUCE 101》                       | 참가자   |                      |
| 2016        | Mnet         | 《음악의 신 2》                       | 고정출연 |                      |
| 2016        | On Style     | 《겟 잇 뷰티 2016》                   | 참가자   | 아이돌 메이크업 대회 |
| 2016        | iMBC         | 《박소현의 아이돌TV》                 | 게스트   |                      |
| 2016        | 트렌디 tagTV | 《여행을 계획하는 자 : 플랜맨》       | 게스트   | 푸켓 여행            |
| 2016        | JTBC         | 《잘 먹겠습니다》                     | 게스트   |                      |
| 2016        | 채널A        | 《풍문으로 들었쇼》                   | 출연자   |                      |
| 2016        | 패션N        | 《화장대를 부탁해2》                  | 게스트   |                      |
| 2016        | Mnet         | 《너의 목소리가 보여 시즌 3》         | 패널     |                      |
| 2016        | JTBC         | 《헬로 아이·비·아이》                 | 고정출연 |                      |
| 2017        | KBS2         | 《1대 100》                           | 출연자   |                      |
| 2017        | JTBC         | 《아는 형님》                         | 게스트   | 설 특집              |
| 2017        | MBC          | 《은밀하게 위대하게》                 | 출연자   |                      |
| 2017        | 투니버스     | 《스트레스 제로구역 날려버려》        | 게스트   |                      |
| 2017        | SBS MTV      | 《더 쇼 시즌5》                       | 출연자   |                      |
| 2017        | 카카오 TV    | 《마이 리틀 텔레비전》                | 게스트   | MLT-45               |
| 2017        | MBC          | 《마이 리틀 텔레비전》                | 게스트   |                      |
| 2017        | MBC          | 《듀엣 가요제》                       | 패널     |                      |
| 2017        | tvN          | 《프리한 19》                         | 게스트   |                      |
| 2017        | O'live       | 《오늘 뭐 먹지》                      | 게스트   |                      |
| 2017        | XTM          | 《잡합다식한 남자들의 히든카드 M16》  | 게스트   |                      |
| 2017        | MBC every1   | 《주간 아이돌》                       | 출연자   | 복면아이돌           |
| 2017        | MBC 뮤직     | 《아이돌 투어》                       | 게스트   |                      |
| 2017        | 네이버TV     | 《셀프드라마 여주찾기》               | 출연자   |                      |
| 2017        | SBS          | 《정글의 법칙 in 피지》               | 게스트   |                      |
| 2017        | O tvN        | 어쩌다 어른》                         | 게스트   |                      |
| 2017        | TV조선       | 《매직 컨트롤》                       | 패널     |                      |
| 2017        | SBS          | 《스타일 팔로우》                     | 게스트   |                      |
| 2018        | 네이버TV     | 《블루밍멜로디 시즌2》                | 고정출연 |                      |
| 2018        | OGN          | 《게임돌림픽》                        | 참가자   |                      |
| 2018        | OGN          | 《2018 게임돌림픽 : 신게임돌의 탄생》 | 참가자   |                      |
| 2019        | MBC          | 《미스터리 음악쇼 복면가왕》          | 참가자   | 상상도 못한 복면정체 |
| 2019        | 온스타일     | 《겟 잇 뷰티 2019》                   | 고정출연 |                      |
| 2019        | OGN          | 《게임돌림픽 2019 : 골든카드》        | 참가자   |                      |
| 2019        | SBS Plus     | 《좋은 친구들》                       | 출연자   | 1회~2회              |
| 2019        | tvN          | 《플레이어》                          | 게스트   |                      |
| 2020        | MBC          | 《미스터리 음악쇼 복면가왕》          | 패널     |                      |
| 2020        | 온스타일     | 《겟 잇 뷰티 2020》                   | 출연자   |                      |
| 2020        | MBC          | 《오! 나의 파트너》                   | 게스트   |                      |
| 2020        | NQQ          | 《위플레이 시즌2》                    | 게스트   |                      |
| 2020        | MBC          | 《트로트의 민족》                     | 부단장   | 추석특집             |
| 2020 ~ 2021 | MBC          | 《트로트의 민족》                     | 부단장   |                      |
| 2021        | JTBC         | 《팬텀싱어 올스타전》                 |          |                      |
| 2021        | OBS          | 《배심원 24시》                       |          |                      |
| 2021        | SBS          | 《꼬리에 꼬리를 무는 그날 이야기》    | 게스트   |                      |

### 진행
| 방송사 | 제목                           | 기간                               | 역할    |
| ------ | ------------------------------ | ---------------------------------- | ------- |
| 동아TV | 《미(美)완성 프로젝트 뷰티끄》 | 2017년 6월 8일 ~ 2017년 8월 3일    | 고정 MC |
| 동아TV | 《샵에서만나》                 | 2018년 7월 25일 ~ 2018년 12월 12일 | 고정 MC |
| 중화TV | 《위클리 차이나우 4》          | 2021년 1월 3일 ~                   | 고정 MC |

### 라디오
| 연도 | 날짜     | 방송사      | 제목                             | 역할     |
| ---- | -------- | ----------- | -------------------------------- | -------- |
| 2016 | 7월 1일  | SBS 파워FM  | 《배성재의 텐》                  | 게스트   |
| 2016 | 7월 12일 | SBS 파워FM  | 《김창렬의 올드스쿨》            | 특별출연 |
| 2016 | 7월 16일 | SBS 파워FM  | 《박소현의 러브게임》            | 게스트   |
| 2016 | 7월 17일 | SBS 파워FM  | 《두시탈출 컬투쇼》              | 게스트   |
| 2016 | 7월 18일 | SBS 파워FM  | 《이국주의 영스트리트》          | 게스트   |
| 2016 | 7월 25일 | KBS 쿨FM    | 《박지윤의 가요광장》            | 게스트   |
| 2016 | 7월 25일 | SBS 러브FM  | 《송은이, 김숙의 언니네 라디오》 | 게스트   |
| 2017 | 1월 21일 | SBS 파워FM  | 《박소현의 러브게임》            | 게스트   |
| 2017 | 1월 25일 | SBS 러브FM  | 《송은이, 김숙의 언니네 라디오》 | 게스트   |
| 2017 | 2월 18일 | SBS 파워FM  | 《박소현의 러브게임》            | 게스트   |
| 2017 | 3월 17일 | SBS 파워FM  | 《배성재의 텐》                  | 게스트   |
| 2017 | 6월 5일  | KBS Cool FM | 《이홍기의 키스 더 라디오》      | 게스트   |
| 2017 | 6월 13일 | SBS 파워FM  | 《배성재의 텐》                  | 게스트   |
| 2017 | 6월 24일 | SBS 파워FM  | 《박소현의 러브게임》            | 게스트   |
| 2017 | 7월 12일 | SBS 파워FM  | 《배성재의 텐》                  | 게스트   |
| 2017 | 7월 21일 | SBS 파워FM  | 《NCT의 night night!》           | 게스트   |
| 2017 | 9월 1일  | SBS 파워FM  | 《NCT의 night night!》           | 게스트   |
| 2017 | 9월 21일 | SBS 파워FM  | 《최화정의 파워타임》            | 게스트   |
| 2017 | 12월 5일 | SBS 파워FM  | 《최화정의 파워타임》            | 게스트   |
| 2018 | 2월 4일  | KBS Cool FM | 《이홍기의 키스 더 라디오》      | 게스트   |
| 2018 | 3월 17일 | SBS 파워FM  | 《박소현의 러브게임》            | 게스트   |

### 광고
| 연도 | 기업명             | 브랜드명              | 공동출연      | 참고     |
| ---- | ------------------ | --------------------- | ------------- | -------- |
| 2012 | 한국 닌텐도        | Just Dance 2          | 조시윤        |          |
| 2016 | 제너럴밀스         | 젤리 후룻 바이 더 풋  | 김다니 김소희 |          |
| 2016 | 우먼스톡           | 우먼스톡 - C.I.V.A 존 | C.I.V.A       |          |
| 2016 | (주)다비치안경체인 | 아이럽-채경렌즈       |               | 전속모델 |
| 2016 | SK텔레콤           | T 전화                | 김소희        |          |
| 2021 | 동서식품           | 포스트 콘푸라이트바   | 이나은        |          |

### 화보
| 연도 | 잡지명         | 비고           |
| ---- | -------------- | -------------- |
| 2016 | NAIL'TV 5월호  | 네일잡지       |
| 2016 | 지오아미코리아 | 래시 가드 화보 |

### 뮤직비디오
- 2016년 채원, 채경 -《시계》

### 홍보대사
| 연도   | 경력                                  |
| ------ | ------------------------------------- |
| 2017년 | - 제2회 안양국제청소년영화제 홍보대사 |